# ボーズ (料理)

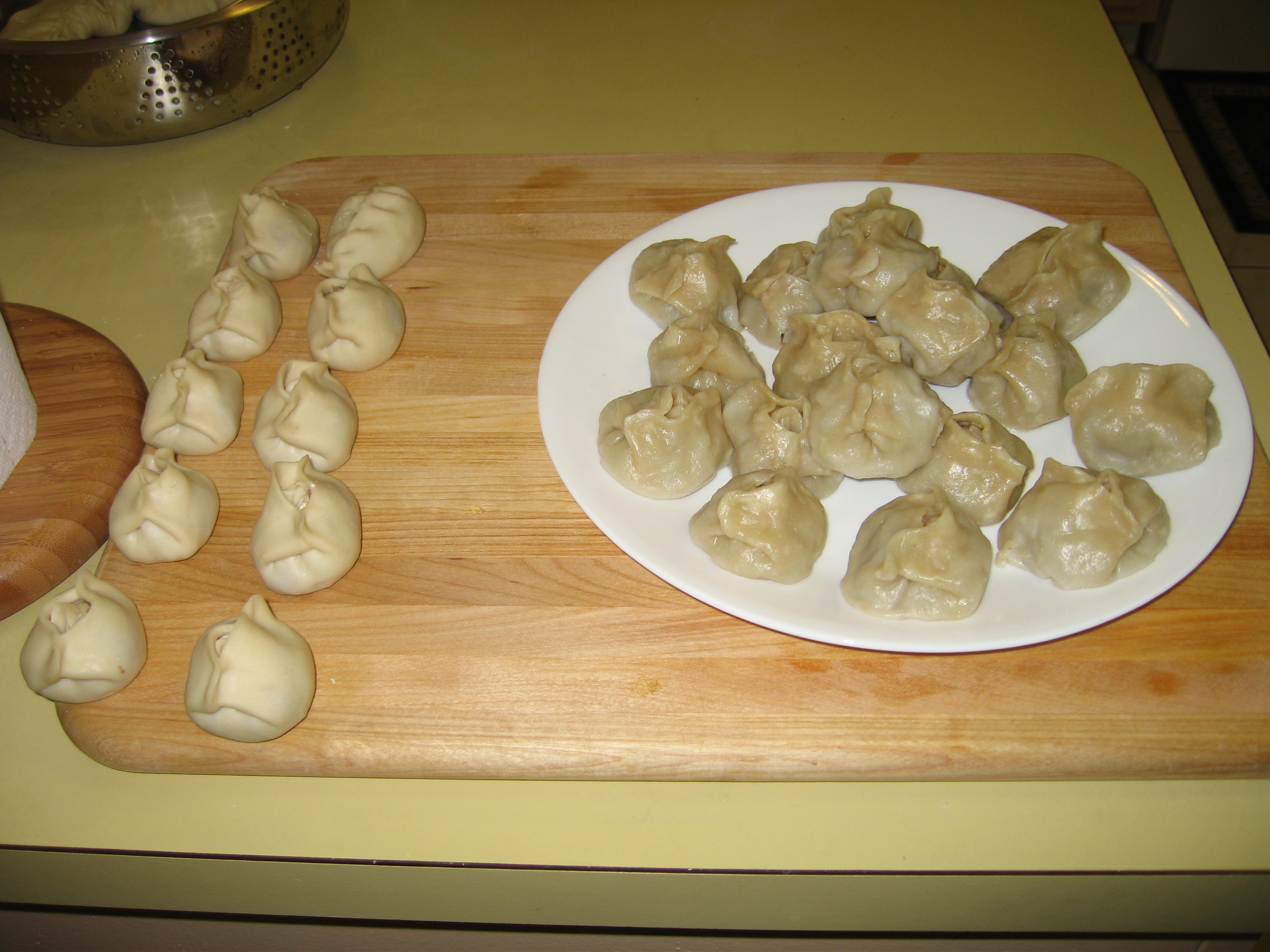
蒸す前（左）と蒸した後（右）のボーズ

ボーズ（モンゴル語：Бууз、ᠪᠤᠤᠵᠠ、ラテン文字転写：Buuz、ブリヤート語：Бууза、ラテン文字転写：Buuza）は、水でこねた小麦粉の皮にひき肉を餡として包み、蒸して調理するモンゴル料理。常食されるが、特に旧正月（ツァガーン・サル）の時期になると、各家庭で大量に調理され、来客者にふるまわれる。

## 呼称
中国の包子（パオズ bāozi）に由来すると言われる。
こねた小麦粉を発酵させふっくらとさせた皮を用いたボーズは、マントンボーズと呼ばれる。

## 系統
ボーズと同様の肉を中心とした素材を小麦粉の皮で包み込む料理は、多様なバリエーションを見せながらユーラシア大陸に広く分布している。これらは英語でまとめて"steamed meat dumplings"とも呼ばれ、広義にはダンプリングの一種と見なされる。具体的には中国料理の包子・小籠包・餃子や、チベット料理のモモ、ロシア料理のペリメニやピャンセなどがある。

## 準備
ブーズの準備は、生地から始まる。小麦粉に水と一つまみの塩を混ぜ、滑らかな生地ができるまでこねる。これを小さな部分に分けて、薄くて丸い円形に伸ばす。
フィリングには、主に羊肉または牛肉のひき肉を、細かく刻んだ玉ねぎやニンニク、塩やコショウなどのスパイスと混ぜる。フィリングはしっかりと味付けされて、風味が引き立つようにする。
次に、生地の円形を手に取り、フィリングを中央に大さじ1ほど置き、生地の端を折りたたんでフィリングを包む。袋はしっかりと閉じて、蒸す際に汁が漏れないようにする。
ブーズは蒸し器に置き、沸騰したお湯の上で蒸し、約15〜20分で火が通るまで蒸する。熱いうちに提供され、しばしばソースや新鮮な野菜と一緒に出される。ブーズはおいしいだけでなく、モンゴル文化の重要な一部であり、祭りや特別な行事の際によく作られる。